# Van Biesbroeck (cráter)
Van Biesbroeck es un pequeño cráter de impacto lunar que interrumpe el borde sur de Krieger, un cráter inundado de lava perteneciente al Oceanus Procellarum.
|  |  |

El cráter es circular y simétrico, con paredes interiores inclinadas que descienden hasta una pequeña plataforma interior. Van Biesbroeck fue designado Krieger B antes de que la UAI le asignara su nombre actual.